# Parti indépendant de la droite
Le parti indépendant de la droite (en luxembourgeois : Onofhängeg Rietspartei) est un ancien parti politique luxembourgeois.

## Histoire
Le parti est créé et dirigé par Eugène Hoffmann qui quitte le Parti de la droite au début des années 1920 et participe aux élections législatives du 1er mars 1925 dans la circonscription Nord, mais pas à celles du 3 juin 1928 qui ont lieu dans les circonscriptions Sud et Est du pays.
Le parti est a priori dissout quand Hoffmann fonde le parti des agriculteurs et des classes moyennes en vue des élections législatives de 1931.

## Résultats électoraux
| Année | Voix   | %   | Rang | Sièges |
| ----- | ------ | --- | ---- | ------ |
| 1925  | 27 806 | 2,4 | 9e   | 1 / 47 |